# Frontera entre Indonesia y Malasia
Indonesia y Malasia tienen una frontera común de 2019,5 kilómetros ubicados sobre la isla de Borneo, así como varias fronteras marítimas. Las cuestiones con relación a la frontera terrestre se resolvieron definitivamente en 1928, pero hay todavía desacuerdos sobre el trazado de la frontera marítima, particularmente al este, en mar de Célebes.